# Giltine
Giltine (Giltinė, Żądlica) – litewska bogini śmierci. Wykonywała wyroki ferowane przez boga magii Patrimpsa, boga nieba Dievsa i boginię losu - Laimę. 
Wyobrażano ją sobie jako wstrętną kobietę ubraną na biało z haczykowatym nosem i długim językiem zakończonym żądłem. Wysysała za jego pomocą jad trupi ze zmarłych, aby potem zatruwać nim żywych, nachodząc ich we śnie. Z tego powodu chowano zmarłych z nożyczkami w trumnie, aby mogli ochronić się przed językiem Giltine, odcinając żądło. Podlegała jej Magyla. 